# Batalha de Potrero Obella
A Batalha de Potrero Obella foi uma batalha entre um exército paraguaio de 300 contra 5 000 brasileiros. Embora os paraguaios tenham sofrido grandes perdas, infligiram 395 vítimas (85 mortos e 310 feridos) aos brasileiros.
O general brasileiro Barreto foi enviado da Villa del Pillar para capturar Tayi no Rio Paraguai e Potrero Ovello em 27 de outubro de 1867. Isso permitiria um bloqueio brasileiro das guarnições paraguaias. Após sua derrota em 28 de outubro, os paraguaios sobreviventes voltaram para Humaita.:75